# Real Madrid Club de Fútbol 1988-1989
Questa voce raccoglie le informazioni riguardanti il Real Madrid Club de Fútbol nelle competizioni ufficiali della stagione 1988-1989.

## Rosa
| N. |                   | Ruolo | Calciatore                  |
| -- | ----------------- | ----- | --------------------------- |
|    | Spagna (bandiera) | P     | Francisco Buyo              |
|    | Spagna (bandiera) | P     | Agustín Rodríguez           |
|    | Spagna (bandiera) | D     | Chendo                      |
|    | Spagna (bandiera) | D     | Manuel Sanchís              |
|    | Spagna (bandiera) | D     | Esteban Gutiérrez Fernández |
|    | Spagna (bandiera) | D     | Miguel Tendillo             |
|    | Spagna (bandiera) | D     | Jesús Ángel Solana          |
|    | Spagna (bandiera) | D     | Julio Llorente              |
|    | Spagna (bandiera) | D     | José Antonio Camacho        |
|    | Spagna (bandiera) | C     | Míchel                      |
|    | Spagna (bandiera) | C     | Martín Vázquez              |

| N. |                           | Ruolo | Calciatore                |
| -- | ------------------------- | ----- | ------------------------- |
|    | Germania Ovest (bandiera) | C     | Bernd Schuster            |
|    | Spagna (bandiera)         | C     | Rafael Gordillo           |
|    | Spagna (bandiera)         | C     | Ricardo Gallego           |
|    | Spagna (bandiera)         | C     | Paco Llorente             |
|    | Spagna (bandiera)         | C     | Adolfo Aldana             |
|    | Spagna (bandiera)         | C     | Juan José Sánchez Maqueda |
|    | Messico (bandiera)        | A     | Hugo Sánchez              |
|    | Spagna (bandiera)         | A     | Emilio Butragueño         |
|    | Spagna (bandiera)         | A     | Sebastián Losada          |
|    | Spagna (bandiera)         | A     | Albert Aguilà             |